# Роланд Познер
Роланд Познер (на немски: Roland Posner, р. 30 юни 1942 г., Прага) е германски семиотик и лингвист с чешко потекло.

## Биография
Познер следва философия, сравнително литературознание, лингвистика и теория на комуникацията в университетите в Бон, Мюнхен и Берлин. Дипломира се със summa cum laude през 1972 г. като специалист по общо езикознание, германистика и философия в Техническия университет в Берлин с дипломна работа на тема „Теория на коментирането: Основополагащо изследване по семантика и прагматика“. Още през 1973 г. се хабилитира в областта на лингвистиката, литературознанието и философията на езика в Техническия университет в Берлин.
От 1974 г. е извънреден професор, а от 1975 г. – професор по Обща лингвистика и германистика в Техническия университет в Берлин. От 1975 г. до 1980 г. е директор на Института по лингвистика в същия университет. От 1980 г. е директор на Изследователския център по семиотика (на немски: Arbeitsstelle für Semiotik) отново там. От 1975 той е заедно с това и ръководител на Берлинския семиотичен кръжок (на немски: Semiotischen Arbeitskreises Berlin) (SAB). През 1975 г. той е сред основателите на Германското семиотическо дружество (DGS).
Познер е гост професор в Хамбургския университет (1973) и в Монреалския университет (1977). Също така преподава в летните семиотични училища в Залцбург (1977), Тунис (1979), Торонто (1982), Лисабон (1983), Майсур (1984/85), Сао Пауло (1985) и Лунд (1992).
Проф. Познер е вицепрезидент на Международния семиотичен институт (на английски: International Semiotics Institute (ISI)) (1989), вицепрезидент на Международната асоциация за семиотични изследвания (на английски: International Association for Semiotic Studies (IASS)) (1984 – 94), президент на Международната асоциация за семиотични изследвания (на английски: International Association for Semiotic Studies (IASS)) (от 1994) и член на Международното общество за изследване на емоциите (на английски: International Society for Research in Emotion (ISRE)) (от 1996).

## Роланд Познер в България
Проф. Познер участва в работата на Първата (октомври 1995), Седмата (септември 2001) и Деветата (септември 2003) международна ранноесенна школа по семиотика на Нов български университет.

## Признание
- 1989 – Почетен член на Австрийското дружество за семиотични изследвания
- от 1988 – Член-кореспондент на Academio Internacia de la Sciencoj AIS в Сан Марино, секция Философия, подсекция Семиотика